# Big Jim (figurine)
Pour les articles homonymes, voir Big Jim.

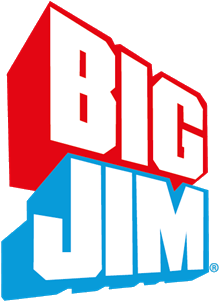
Logo de Big Jim

Big Jim est une série de figurines articulées, produit par Mattel entre 1972 et 1986.
Vendus à l'origine sur le marché américain, les Big Jim ont été particulièrement populaires en Europe. En Amérique, la vente de ces figurines a cessé dès 1977.
Les jouets Big Jim étaient en concurrence avec la série Action Joe de Hasbro.

## Jouets

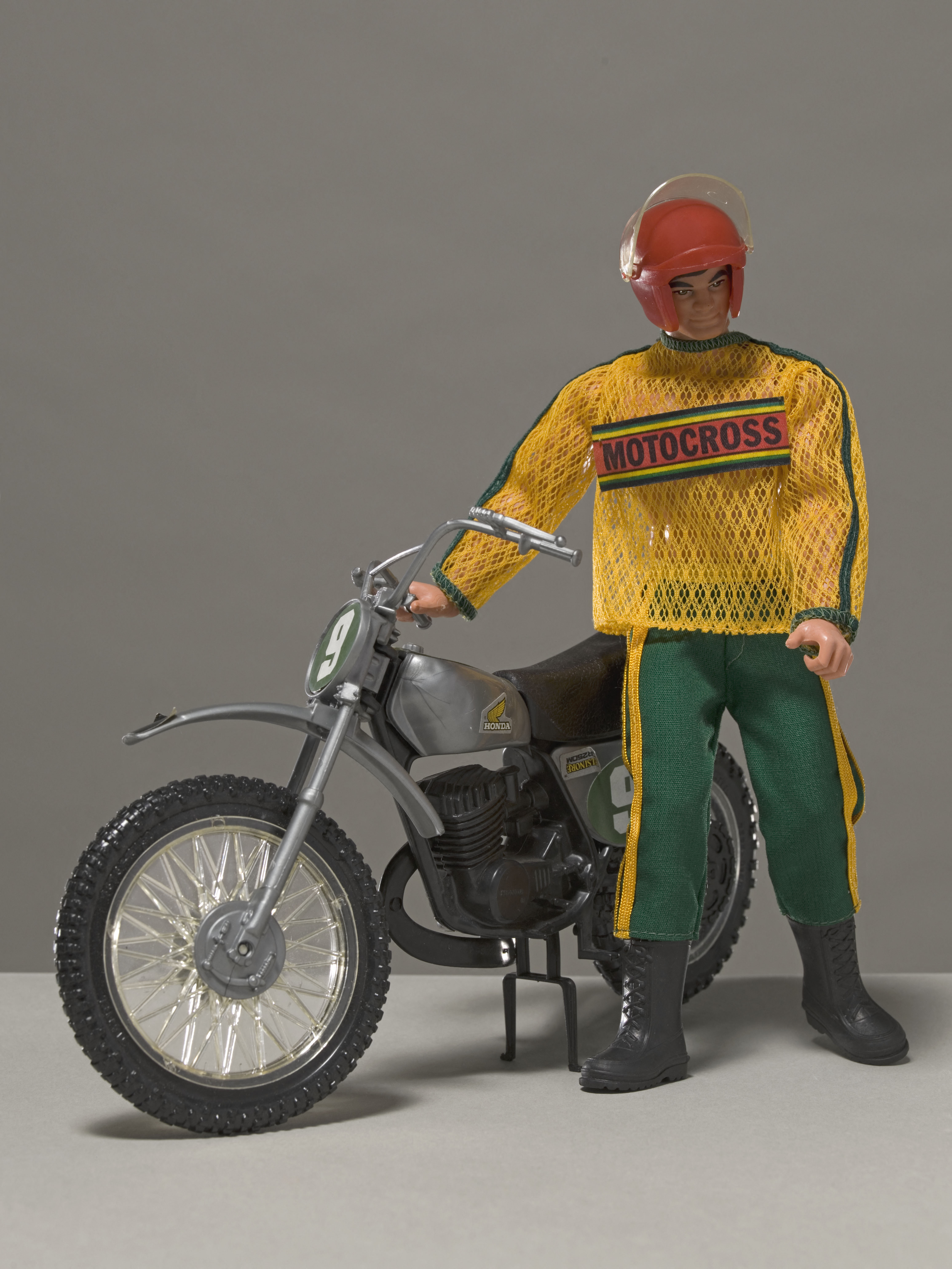
Big Jim et une moto Honda Elsinore (musée Galliera).

La plupart des figurines Big Jim étaient dotées de biceps gonflants et d'un bouton poussoir dans le dos permettant de bouger le bras droit.
Les moyens de transports et habitations :
- Un van sorti en rouge (véhicule de pompiers), marron (camping car) et bleu (véhicule de contre-espionnage)
- Une Corvette sortie en rouge (Lazervette), en noir (P.A.C.K.) et en bleu, cette dernière étant  filoguidée
- Un hélicoptère sorti en jaune (sauvetage), en bleu (gamme Spy) et en blanc (Global Commando)
- Une Volkswagen Golf cabriolet
- Un bateau d'espion
- Plusieurs chevaux : noir (Iltschi, le cheval de Winnetou) et Marron (Hatatitla, le cheval d'Old Shatterhand). Ils sont ensuite ressortis dans la gamme Big Jim sous différents noms (Tornado, Ouragan, Starfire, Amigo, Pinto et Furia)
- Un canoë
- Un 4x4 avec phare directionnel sorti en brun (Safari) et en bleu (Spy). Il a également servi de base pour le véhicule rouge de la Force Condor (gamme Espace)
- Un autre 4x4 aux roues plus petites sorti en vert (Safari), blanc (Camper) et Noir (P.A.C.K.)
- Un radeau gonflable
- Des motos : Honda Elsinore, Howler P.A.C.K., moto Spy (bleue), Moto Espace (orange), moto de cascadeur (rouge)
- Un hydroglisseur sorti en jaune (Safari) et en noir (P.A.C.K.)
- Un supervan bleu (Spy)
- Un véhicule bleu tous terrains sur chenilles
- Un traîneau supersonique
- Un avion (Sky Master)
- Un quartier général d'espion
- Une base d'espion
- Une hutte de safari
- Un dojo d'entraînement
- Une base spatiale

## Personnages
- Big Jim
- Big Jeff
- Big Jack
- Big Josh
- Big Jim Super Agent Secret 004, capable de changer de visage. Sa variante mexicaine a le visage de Roger Moore (6 masques interchangeables, 2 masques fournis dans des tenues complémentaires "Péril sous la mer" et "Mission Spatiale" ainsi que 6 masques différents sur la version mexicaine)
- Joe l'Alpiniste
- Zorak, ennemi juré de Big Jim P.A.C.K. (possède 2 visages: un humain et un de monstre)
- Double Trouble P.A.C.K (agent 004 dans un costume différent et ne possède que deux visages)
- Big Jim P.A.C.K Gold Leader (variante de Big jim aux cheveux courts avec un seul visage)
- Big Jim P.A.C.K. Blue Leader
- The Whip
- Warpath
- Dr. Steel
- Capitaine Flint
- Capitaine Drake
- Hook
- Star Kicker
- Big Jim Space Leader
- Dr Bushido
- Professeur Obb
- Jeff Commando
- Boris
- Joe l'alpiniste
- Big Jim agent secret
- 004
- Big Jim Laser
- Big Jim Parlant
- Dr Alec
- Baron Fangg
- Obb Overlord
- Big Jim Space Commander
- Astros
- Vektor
- Kirk
- Kobra
- Big Jim Space Ace
- Big Jim Baroudeur
- Captain Laser, possède un visage et un logement pour une pile dans le dos, la tête pivote pour laisser place à une lumière censée représenter un laser.

Gamme Karl May - Western
- Old Shatterhand
- Winnetou
- Old Surehand
- Old Firehand
- Bloody Fox
- Nscho Tschi (la seule fille de toute la collection)

Gammes diverses
- Capitaine Flam (sorti uniquement en Italie sous le nom "Capitan Futuro")
- Grizzly Adams et Nakoma
- How the West Was Won : Zeb Macahan et Lone Wolf (qui est simplement Winnetou dans une autre boîte)
- Tarzan